# Нюпорт (Орегон)
Вижте пояснителната страница за други населени места с името Нюпорт.
Нюпорт (на английски: Newport, в превод „Ново пристанище“) е град в щата Орегон, САЩ. Нюпорт е с население от 10 592 жители приблизителна оценка от 2017 г.) и обща площ от 27 км² (10,40 мили²). Намира се в окръг Линкълн на 40,80 м (134 фута) надморска височина. Получава статут на град през 1882 г.